# ゲストアシスタンスカード
ゲストアシスタンスカード（Guest Assistance Card）は、東京ディズニーリゾートで使われている介助サービスカードの総称である。2019年7月より、同制度がディスアビリティアクセスサービスと合流利用サービスに変更となっている。アメリカのディズニーリゾートで使われている「スペシャルアシスタンスパス」（Special Assistance Pass;通称ホワイトカード）の、日本版。

## 概要
ゲストアシスタンスカードは、待ち時間ゼロ案内制度が存在した旧タイプのものと、待ち時間ゼロ案内制度を廃止した新タイプのものに分けられる。ここでは便宜上、前者を「旧ゲストアシスタンスカード」、後者を「新ゲストアシスタンスカード」と呼んでいる。
旧ゲストアシスタンスカードは、2000年4月に導入された障害者向けのサービスで、元来車椅子・歩行困難のゲスト向けに提供されていた、俗に言う「裏口案内」を正規のサービスとして、範囲を車椅子利用・歩行困難ゲスト以外にも拡大したサービスである。
新ゲストアシスタンスカードは、待ち時間ゼロでアトラクションに優先案内するサービスが廃止された点が旧制度と大きく異なり、現代日本の福祉情勢に沿った制度に変更されたものである。旧ゲストアシスタンスカードでは、必要のない者にまで待ち時間ゼロ対応を行うなどの一種の過剰サービスを行っていたことが問題であった。健常者から「偽善的」などの声が広まり、そのようなことから障害を持つ者への差別を助長しかねない制度であった。商売上のサービスから、企業の社会的責任を大きく反映した「サポート」へ大きく方向転換したのが、新ゲストアシスタンスカードである。しかしながらその弊害として、本来待ち時間ゼロでの案内を必要とする障害を持つ者が、比較的簡単な手続きで利用できる同制度では受けられないという状況も発生している。東京ディズニーリゾートを運営するオリエンタルランドは、そのようなケースについては個別に対応するとの旨を表明しており、サポートを全く受けられないわけではない。
同制度はアトラクションと屋外のショーを対象としたサポートであり、レストランやショップなどはサポート対象外になっている。
また、同制度はカードに記載された障害の内容や必要なサポート内容をキャストに正確に伝える役割も兼ねており、不測の事態ができる限り発生しないような配慮がなされている。ゲスト側にも行く先々で障害の内容や必要なサポート内容を何度も伝えなくて済むという利点がある。
東京ディズニーリゾートでは、内部障害（食物アレルギーや摂食障害なども含む）については、レストランなどで対応が可能であり、こちらはアシスタンスカードの発行を受けなくても利用可能なサービスである。
2019年7月1日、ゲストアシスタンスカードの事前受付を終了。その後、ゲストアシスタンスカードが廃止となり、同制度が「ディスアビリティアクセスサービス」と「合流利用サービス」に変更された。

## 制度の趣旨
ゲストアシスタンスカードの制度制定は、すべてディズニーリゾートの基本理念であるSCSEの理念が根底にある。
すべてのゲストが、安全快適（Safety）に気を配ったキャストが、礼儀良く対応（Courtesy）出来る環境を通して、ショー（Show、エンターテイメントのことではない）を、効率（Efficiency）よく体感できるようにと考えられたシステムである。
障害者の特権ではなく、できる限り健常者と同じサービスを受けられるようにサポートする制度であるということに十分留意する必要がある。ディズニーリゾートが障害者割引を行わない理由は、同施設が障害を持つ人でも可能な限り十分に受け入れられる体制が整っているという姿勢であり、健常者も障害者も1人のゲストであると考えていることの表れである。
車椅子や松葉杖の利用ゲストが、一般待機列（スタンバイキューライン）に並ぶことによって発生する可能性がある不慮の事故を防ぐために、この制度が存在する。施設の物理的なスペース事情もあるが、緊急事態発生時に全てのゲストを迅速、かつ安全に避難誘導する為でもある。
ディズニーテーマパークの基本理念であるファミリーエンターテイメントをゲストに提供するために、この制度は存在する。

## 沿革
- 車椅子使用などの身体に障害を持つゲストに提供されていたサービスを、より多くの人が利用できるようにするため、2000年4月から開始された。
- 当初導入された、「待ち時間なしでご案内」に対する様々な苦情が2002年までに100件以上寄せられた。そのため、2002年5月20日、東京ディズニーリゾートは、日本の福祉情勢を反映したものにするために『ゲストアシスタンスカード』制度からこれらのサービスを廃止した。
- 2019年7月より『ディスアビリティアクセスサービス』と『合流利用サービス』に変更[1]

## ゲストアシスタンスカード時代（2019年7月まで）

### 対象ゲスト
- 車椅子を利用する人
- 歩行に困難がある人
- 身体障害者手帳（戦傷病者手帳）を所有する人
- 療育手帳（愛の手帳など）を所有している人
- 精神障害者保健福祉手帳を所有する人
- 妊婦
- 高齢者（65歳以上のシニアパスポート対象者）

厳密には、手帳などの開示が不要な場合もある。

### 発行
ゲストアシスタンスカードの発行を受けるには、次の窓口でキャストに発行を申し出る必要がある。
- 東京ディズニーランド「メインストリート・ハウス」
- 東京ディズニーシー「ゲストリレーション」

車椅子を利用しているゲスト、並びに歩行に困難があるゲストは、次の場所でも発行が可能である。
- 東京ディズニーランド「ベビーカー&車イス・レンタル」
- 東京ディズニーシー「ベビーカー&車イス・レンタル」
- 各アトラクションのエントランス
- メインエントランス

### サポート内容
ゲストアシスタンスカードで受けられるサポートには大筋の方針があるものの、決まった内容は存在しない。サポートを必要とするゲストに対して、個別に過不足のないサポートを行うのが同制度である。その一例を下記に示す。
- 車椅子を利用している場合
  - アトラクションの待ち列が、車椅子を利用した状態で並ぶことができない構造の場合は、専用の入り口から案内する。その間、別の場所で通常の待ち時間を過ごしてもらい、待ち時間経過後に案内する。
- 耳に障害がある場合
  - なるべく大きな音で聞こえるように「音源の近くにご案内」
- 目に障害がある場合
  - なるべく見やすい位置になれるよう「希望の場所へご案内」

その他、アトラクション毎にサポートを必要とするゲストに対する専用のツール・介助装置等が設置されているものがあり、必要とする者に対して提供される。
なお、「待ち時間なしでご案内」は2002年5月20日に廃止された。

### 2019年の制度改正
2019年に以下の制度改正が行われた。
- 2019年1月7日、妊娠中、車イス、高齢、負傷、疾病などにより体の機能が低下（一時的な場合を含む）しているゲストの案内方法を変更。発行方法、利用方法が、障害者手帳などを持ち列に並ぶことができないゲスト（青色カード）、障害者手帳などを持ち列に並ぶことができるゲスト（緑色カード）、障害者手帳などを持ってないゲスト（白色カード）、の3種類で異なる扱いとなる[3]。
- 2019年7月1日、ゲストアシスタンスカードの事前受付を終了[2]。

### ゲストアシスタンスカードの問題点
趣旨にある通り、本来は通常の列に並ぶことが不可能なゲストに対するサポートなのであるが、カードの発行が自己申告によるため、必要のないはずのゲストが利用したりするなどの問題が起きていた。

## 2019年7月の制度変更以降
2019年7月にゲストアシスタンスカードが廃止をされ、同制度が「ディスアビリティアクセスサービス」と「合流利用サービス」に変更された。

### ディスアビリティアクセスサービス
対象ゲスト
以下の手帳もしくは証明書を持っているゲスト
- 身体障害者手帳
- 精神障害者保健福祉手帳
- 療育手帳（愛の手帳、緑の手帳）
- 被爆者健康手帳
- 戦場傷病者手帳
- 障害福祉サービス受給者証

利用方法
次の窓口でキャストに登録を申し出る必要がある。登録には、上記で示した手帳もしくは証明書、利用者全員のパークチケットの提示が必要。また、本人確認に、顔写真の撮影がある。登録後は利用する施設でパークチケットを提示する。
- 東京ディズニーランド「メインストリート・ハウス」
- 東京ディズニーシー「ゲストリレーション」
- 利用する対象施設

### 合流利用サービス
対象ゲスト
列に並ぶことができないゲスト
- 車イスを利用する人や高齢の人
- 疾病や負傷などにより体の機能が低下している人
- 妊婦

利用方法
利用する施設で利用する旨を伝え、パークチケットを提示する。